# Estació de Can Feu-Gràcia
|  | El títol d'aquest article és incorrecte a causa de limitacions tècniques. El títol correcte de l'article és Estació de Can Feu \| Gràcia. |

Can Feu | Gràcia, abans coneguda com a Sabadell-Estació, és una estació de ferrocarril propietat de Ferrocarrils de la Generalitat de Catalunya (FGC) situada a l'est de Sabadell –entre els barris de Can Feu i de Gràcia–, a la comarca del Vallès Occidental. L'estació es troba a la línia Barcelona-Vallès per on circulen trens de la línia S2.
L'estació consta d'un únic accés al carrer amb escales fixes, un ascensor i una escala mecànica de pujada, situats al passatge de l'Enginyer Playà. Aquest accés condueix a un vestíbul amb les màquines validadores i màquines expenedores de bitllets. Els trens circulen pel nivell inferior, que consta de dues vies generals i una via morta a l'esquerra d'aquestes, amb andanes laterals de 120 metres de longitud. Cadascuna de les andanes es comunica amb el vestíbul mitjançant una escala fixa, una escala mecànica de pujada i un ascensor ubicats a l'extrem de l'andana pel costat Ca n'Oriac.
L'any 2016 va registrar l'entrada de 208.020 passatgers.

## Antiga estació (1922-2016)

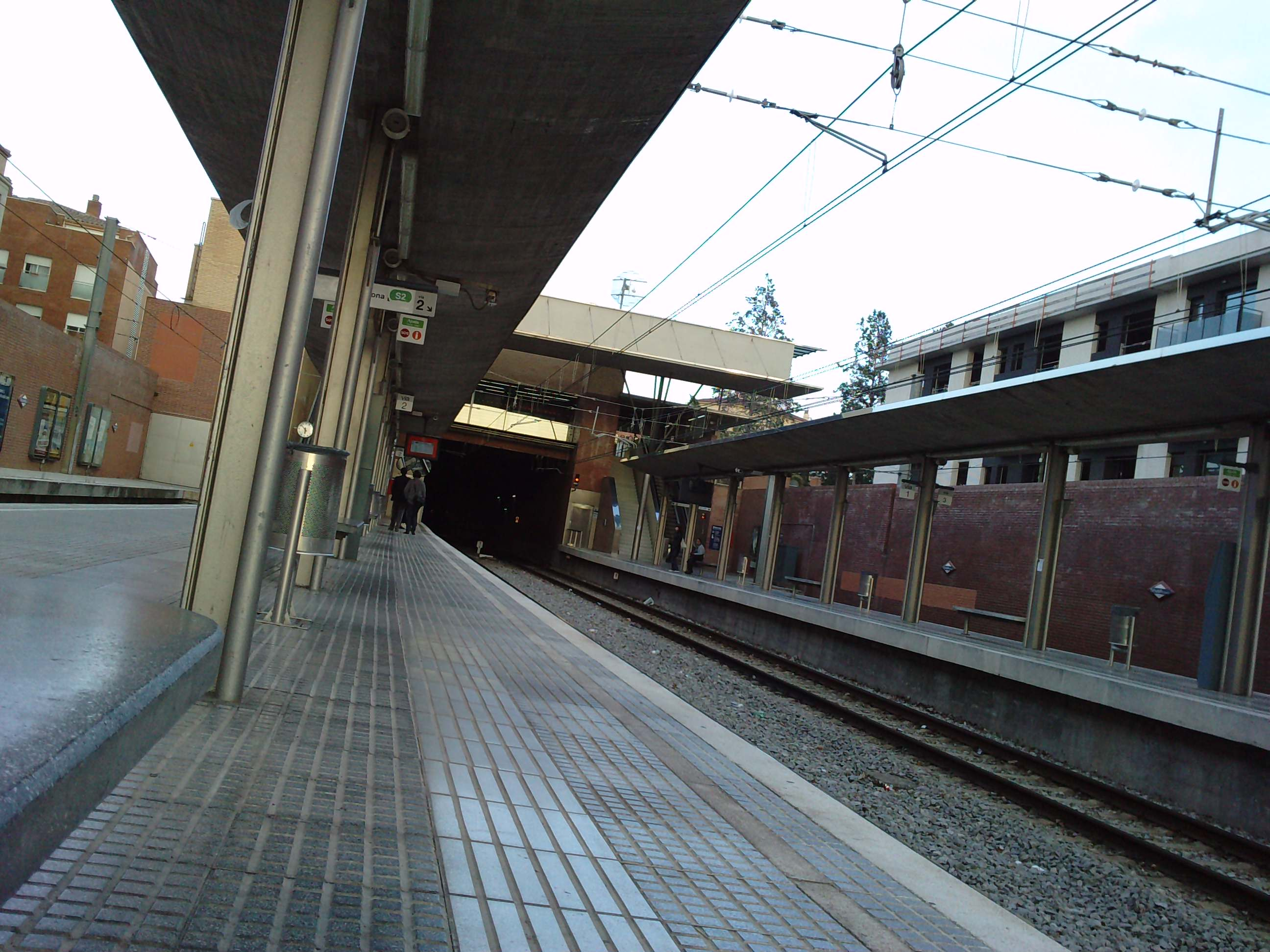
L'antiga estació en superfície anomenada Sabadell-Estació

L'estació es va inaugurar l'1 de juny de 1922 quan es va inaugurar el tram entre Sant Cugat Centre i Sabadell-Estació. No arribaria a Sabadell-Rambla fins tres anys més tard perquè l'Ajuntament de Sabadell va pressionar perquè el final de la línia fos subterrània. La construcció la va dur a terme l'empresa Ferrocarrils de Catalunya (FCC), que estava ampliant el Tren de Sarrià cap al Vallès.
L'edifici de viatgers original de 1922 va ser enderrocat el 1993 i l'estació fou completament renovada arran de la duplicació de la línia des de Bellaterra. El 2013 es va construir una estació provisional en superfície, mentre es feien les obres de soterrament, que va estar en servei fins al setembre de 2016, quan va entrar en funcionament la nova estació subterrània.
L'any 2016 va registrar l'entrada de 461.483 passatgers.

## Nova estació (2016-)

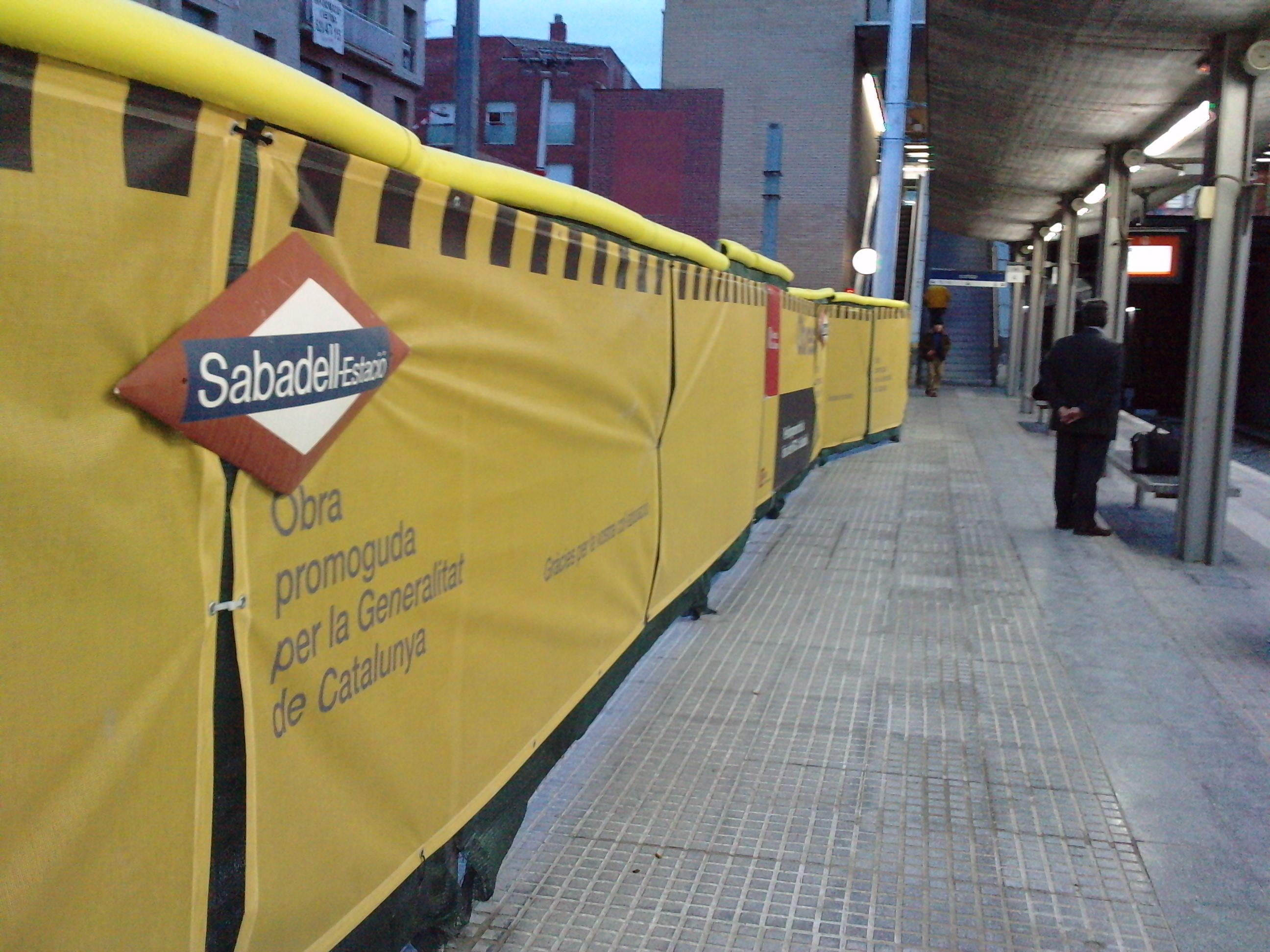
Obres a l'antiga estació

El 12 de setembre de 2016 es va inaugurar l'estació soterrada, juntament amb l'estació de Sabadell Plaça Major. Durant tot el dia, hi va haver un servei llançadora gratuït entre les noves estacions.
L'endemà, es va clausurar el ramal que finalitzava a l'antiga estació de Sabadell-Rambla, després de més de 90 anys en servei.
La línia llavors començava a circular per la nova variant fins a Sabadell Plaça Major, que va ser estació terminal temporalment fins que s'acabaven les obres de la segona part del perllongament a la ciutat.
El 9 de gener de 2018 van començar noves obres per soterrar les vies que separaven els barris de Can Feu i Gràcia, en el tram comprès entre el carrer de Sobarder i el castell de Can Feu. Aquests treballs van comportar el tall del servei ferroviari entre aquesta estació i la de Sant Quirze entre el 25 de juny i el 10 de setembre de 2018, per tal d'executar el traçat soterrat definitiu. Està previst que les obres de soterrament finalitzin a la primavera de 2019.

## Serveis ferroviaris
| Línia Barcelona-Vallès de FGC |             |       |                      |                        |
| Procedència/Destinació        | <           | Línia | >                    | Procedència/Destinació |
| Barcelona - Pl. Catalunya     | Sant Quirze |       | Sabadell Plaça Major | Sabadell Parc del Nord |